# Potrerillos (Guanajuato)
Potrerillos es una localidad del estado mexicano de Guanajuato. Es parte del municipio de Purísima del Rincón.

## Demografía
| Gráfica de evolución demográfica |
|                                  |

| Censo | Población |
| ----- | --------- |
| 1900  | 391       |
| 1910  | 393       |
| 1921  | 390       |
| 1930  | 375       |
| 1940  | 369       |
| 1950  | 446       |
| 1960  | 563       |
| 1970  | 726       |
| 1980  | 905       |
| 1990  | 1 347     |
| 2000  | 1 428     |
| 2010  | 1 976     |
| 2020  | 2 159     |